# Philippe Dujardin
Philippe Dujardin, né en 1945 dans la région lilloise, est Politiste.

## Formation
Philippe Dujardin est diplômé de l’Institut d’études politiques de Paris (1967), licencié en droit (Besançon, 1970), docteur d’État en sciences politiques (Lyon, 1977).

## Activités d’enseignement et de recherche
Assistant de science politique à l’Institut d’études politiques de Lyon (1971-1980), puis maître-assistant à l’Institut d’Études politiques de Grenoble (1980-1983), il choisit d’intégrer le corps des chercheurs du CNRS en 1983.

## Activités de recherche
Mouvement critique du Droit.  
Auteur d’une thèse d’histoire et de théorie constitutionnelles, Philippe Dujardin est l’un des fondateurs, en 1974, du Mouvement Critique du droit. À ce titre il devient, en 1978, secrétaire de la revue Procès, Cahiers d’analyse politique et juridique, dont 19 numéros paraissent entre 1978 et 1990. 
Équipe de Politologie Historique.
Mis à disposition de l’Institut d’Études Politiques de Lyon (Université Lumière Lyon2), en 1983, en qualité de chargé de recherche, Philippe Dujardin y anime des séminaires de 2e et 3e cycles consacrés à la relation entre espace civique et espace symbolique. Il crée une équipe de recherche sous la dénomination Équipe de Politologie Historique. La dénomination choisie est un hommage explicite aux travaux pionniers de Maurice Agulhon consacrés aux formes pré-partisanes de sociabilité dans la France du XIXe siècle. Elle atteste la volonté de marier les protocoles d’investigation de la « chose publique » sous des échelles de temporalité contrastées et combinées, celle du temps dit présent et celle du temps long dit historique. Mais, très rapidement, une autre échelle de temporalité est venue s’ajouter à celle du temps présent et à celle du temps long de l’histoire. Cette échelle est celle qu’ouvre l’anthropologie. 
Ainsi comprise, la recherche a répondu à une double visée. En premier lieu, dégager les traits de la Modernité politique européenne et de la configuration qu’elle induit : c’est sous cet angle que, sur un mode pluridisciplinaire et comparatif, sont abordées les thématiques du secret, des réseaux, de l’image, de la commémoration, du découpage. En second lieu, mettre en exergue les propriétés de l’histoire de la ville de Lyon et de son agglomération. Cette histoire est alors saisie sous l’angle des conditions de construction de l’espace public que sont les mises en récit, les rituels festifs et commémoratifs, les  pratiques de patrimonialisation. 

## Activités de recherche et de conseil
Conseiller scientifique de la Direction Prospective et Stratégie d’Agglomération de la Communauté urbaine de Lyon (Grand Lyon).  
En 2005, une mise à disposition au profit de la Direction Prospective et Stratégie d’Agglomération de la communauté urbaine de Lyon (Grand Lyon) permet à Philippe Dujardin, en qualité de conseiller scientifique, de mettre à l’épreuve, in situ, le protocole de recherche établi. Le programme Lyon 2020 qui relaie, à partir de 2004, la démarche Millénaire 3, conduite dans un précédent mandat, permet la mise en œuvre et la déclinaison, sur différentes thématiques, de la notion « d’emblème métropolitain ». 
La « mise en représentation » d’une entité territoriale sur le mode de l’emblème constitue le moment liminaire d’un important chantier, soit la constitution d’un « récit d’agglomération » tirant parti des archives écrites, des archives visuelles et audio-visuelles, aussi bien que de la mémoire orale. Les matériaux collectés sont mis à la disposition du public tout au long de l’année 2009, année du quarantième anniversaire de la création de la communauté urbaine de Lyon. Complétés et ordonnés, ces matériaux ont vocation à alimenter, sous différents formats, le « récit d’agglomération » ainsi amorcé.

## Travail de synthèse
L’essai paru en 2009, dans la revue Sens Public, sous le titre « De quoi sommes-nous contemporains ? », permet à Philippe Dujardin de  tirer les leçons de la recherche qu’il a conduite sur un mode académique puis sur un mode « impliqué ». En questionnant la notion de contemporanéité sous l’angle du « quoi » plutôt que du « qui », il s’efforce de rendre pensable le temps, singulier et paradoxal, de l’advenue de la chose publique. Advenue où se trouvent engagés le temps de la visée des acteurs, le temps de la résonance des lignages où ils s’inscrivent, le temps des procédures d’assemblage, quasi-invariantes, que leur condition d’humains leur fixe. Ce n’est plus tant « l’actualité », que « l’actualisation » de ce qui s’y trame, que le politologue est invité à réfléchir. Et c’est bien dans ce passage de « l’actualité » à « l’actualisation » que Philippe Dujardin entend nouer la relation de la politologie historique et de l’anthropologie politique.

## Liens
Ouvrages, essai, direction d’ouvrages, contributions à des ouvrages collectifs, articles, entretiens, productions audio-visuelles, responsabilités.
- philippe-dujardin.fr

- www.philduj.blogspot.com/

- www.millenaire3.com

1. ↑  « https://recherches.archives-lyon.fr/ark:/18811/8dbk2p6407mn » (consulté le 3 mai 2024)